# オリバー・ウィリアムソン
オリヴァー・イートン・ウィリアムソン（Oliver Eaton Williamson、1932年9月27日 - 2020年5月21日）は、ウィスコンシン州スペリオル生まれのアメリカ合衆国の経済学者である。
取引費用経済学の権威であり、2009年、（エリノア・オストロムとともに）ノーベル経済学賞を受賞した。

## 経歴
- 1932年　ウィスコンシン州スペリオルに生まれる。
- 1955年  マサチューセッツ工科大学（MIT）のスローンスクール・オブ・マネジメントを卒業する（S.B.）。
- 1960年  スタンフォード大学よりMBAを取得する。
- 1963年  カーネギーメロン大学よりPh.D.を取得する。
- 1963年～1965年　カリフォルニア大学バークレー校の助教授となる。
- 1965年～1968年  ペンシルヴァニア大学の准教授となる。
- 1968年～1983年　ペンシルヴァニア大学の教授となる（1977年～1983年　Charles and William L. Day Professor of Economics and Social Scienceとなる）。
- 1983年～1988年  エール大学の教授（Gordon B. Tweedy Professor of Economics of Law and Organization）となる。
- 1988年～2004年  カリフォルニア大学バークレー校の経営管理学の教授（Professor of the Graduate School and Edgar F. Kaiser Professor of Business, Economics and Law）となる。
- 2004年～2020年　カリフォルニア大学バークレー校の大学院の名誉教授（Professor Emeritus of the Graduate School, Economics and law）およびハース・スクール・オブ・ビジネスの名誉教授（the Edgar F. Kaiser Professor Emeritus of Businass）である。
- 2020年　カリフォルニア州バークレーで死去。87歳没。

## 栄誉・受賞
- 1977年～1978年　グッゲンハイムのフェローシップを得る。
- 1977年～1978年　行動科学高等研究センターのフェロー。
- 1994年　米国科学アカデミーの会員と選ばれる。
- 1999年　ジョン・フォン・ノイマン賞を受賞する。
- 2006年　トムソン・ロイター引用栄誉賞を受賞する。
- 2009年　（エリノア・オストロムとともに）ノーベル経済学賞を受賞する。

## 貢献
- これまで新古典派経済学では完全合理的に効用を最大化する人間が仮定されてきたが、ウィリアムソンは人間は限定合理的であり、機会主義的な性格をもつものと仮定した。
- そして、このような人間が市場で知らない人々と取引する場合、相互に駆け引きが起こり、多大な取引上の無駄が発生することになる。この取引上の無駄のことを「取引コスト」と呼ぶ。オリバー・ウィリアムソンは、ロナルド・コースとともに取引費用に関する分析を行ってきた。
- 取引コストを節約するために組織が形成され、取引コスト節約原理にもとづいてさまざまな組織のデザインも説明できる。また、取引コストが発生するために個別合理性と全体合理性が一致しないことも生じるが、一致させるためには多くの利害関係者と交渉取引する必要があり、膨大な取引コストが発生するので一致しないと説明できる。
- ウィリアムソンは1980年代から1990年代に、公的と私的の境界について議論した。彼は、市場と非市場の意思決定の同等と相違、管理、およびサービス提供に対して注意を引いた。

## 著書

### 単著
- The Economics of Discretionary Behavior: Managerial Objectives in a Theory of the Firm, (Prentice-Hall, 1964).

井上薫訳『裁量的行動の経済学――企業理論における経営者目標』（千倉書房, 1982年）
- Corporate Control and Business Behavior: An Inquiry into the Effects of Organization Form on Enterprise Behavior, (Prentice Hall, 1970).

岡本康雄・高宮誠訳『現代企業の組織革新と企業行動』（丸善, 1975年）
- Markets and Hierarchies, Analysis and Antitrust Implications: A Study in the Economics of Internal Organization, (Free Press, 1975).ISBN 0-02-935360-2

浅沼萬里・岩崎晃訳『市場と企業組織』（日本評論社, 1980年）
- The Economic Institutions of Capitalism: Firms, Markets, Relational Contracting, (Free Press, 1985).ISBN 0-02-934821-8
- Economic Organization: Firms, Markets, and Policy Control, (New York University Press, 1986).

井上薫・中田善啓監訳『エコノミック・オーガニゼーション――取引コストパラダイムの展開』（晃洋書房, 1989年）
- Antitrust Economics: Mergers, Contracting, and Strategic Behavior, (Blackwell, 1987).
- The Mechanisms of Governance, (Oxford University Press, 1996).ISBN 0-19-513260-2

### 編著
- Antitrust Law and Economics, (Dame Publications, 1980).
- The International Library of Critical Writings in Economics, vol. 9: Industrial Organization, (E. Elgar, 1990).
- Organization Theory: from Chester Barnard to the Present and Beyond, (Oxford University Press, 1990, expanded ed., 1995).

飯野春樹監訳『現代組織論とバーナード』（文眞堂, 1997年）

### 共編著
- Prices: Issues in Theory, Practice and Public Policy, co-edited with Almarin Phillips, (University of Pennsylvania Press, 1967).
- The Firm as a Nexus of Treaties, co-edited with Masahiko Aoki and Bo Gustafsson, (Sage, 1990).
- The Nature of the Firm: Origins, Evolution, and Development, co-edited with Sidney G. Winter, (Oxford University Press, 1991).ISBN 0-19-508356-3
- Transaction Cost Economics, 2 vols., co-edited with Scott E. Masten, (E. Elgar, 1995).
- The Economics of Transaction Costs, co-edited with Scott E. Masten, (E. Elgar, 1999).

### 主要論文
- Oliver E. Williamson (1981). “The Economics of Organization: The Transaction Cost Approach”. The American Journal of Sociology 87 (3):  548–577. doi:10.2307/2778934 2012年1月11日閲覧。.
- Oliver E. Williamson (2002). “The Theory of the Firm as Governance Structure: From Choice to Contract”. Journal of Economic Perspectives 16 (3):  171–195. doi:10.1257/089533002760278776 2009年6月6日閲覧。.